# Spoorlijn La Cave - Ribérac
De spoorlijn La Cave - Ribérac was een Franse spoorlijn van Marsac-sur-l'Isle naar Ribérac. De lijn was 25,2 km lang en heeft als lijnnummer 620 000.

## Geschiedenis
De lijn werd geopend door de Compagnie du chemin de fer de Paris à Orléans op 19 december 1881. Personenvervoer werd opgeheven op 10 juni 1940. Goederenvervoer was er tot 17 december 1951.

## Aansluitingen
In de volgende plaatsen is of was er een aansluiting op de volgende spoorlijnen:
La Cave
RFN 621 000, spoorlijn tussen Coutras en Tulle
Ribérac
RFN 618 000, spoorlijn tussen Magnac-Touvre en Marmande
RFN 619 000, spoorlijn tussen Ribérac en Parcoul-Médillac

## Galerij

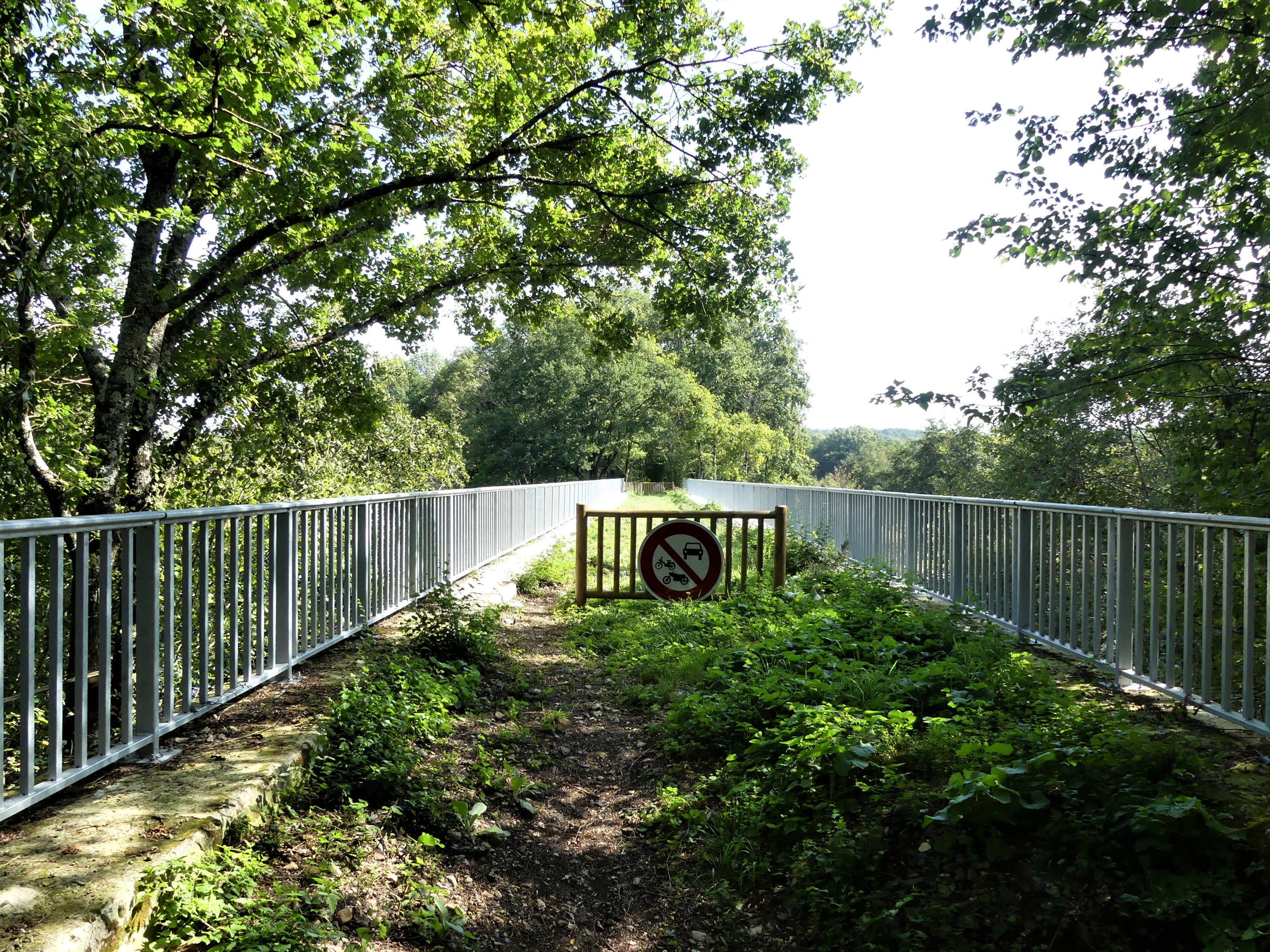
Voormalige spoorbrug over de Isle.